# Roswell Garst
Roswell « Bob » Garst (13 juin 1898-4 novembre 1977) est un agriculteur et entrepreneur Américain. Il est un des dirigeants d'une entreprise de semences : Garst & Thomas Co. Il y développe le maïs hybride en 1930 permettant un rendement plus élevé que la pollinisation naturelle.
À la suite de l'exposition des réalisations de l'économie nationale de l'URSS de 1955, il vend des semences hybrides à l'Union soviétique. Il est connu aux États-Unis pour avoir hébergé Nikita Khrouchtchev dans sa ferme de Coon Rapids, dans l'Iowa, le 23 septembre 1959. Malgré la guerre froide, il veut également jouer un rôle pour l'amélioration des relations américano-soviétique.